# William Thompson

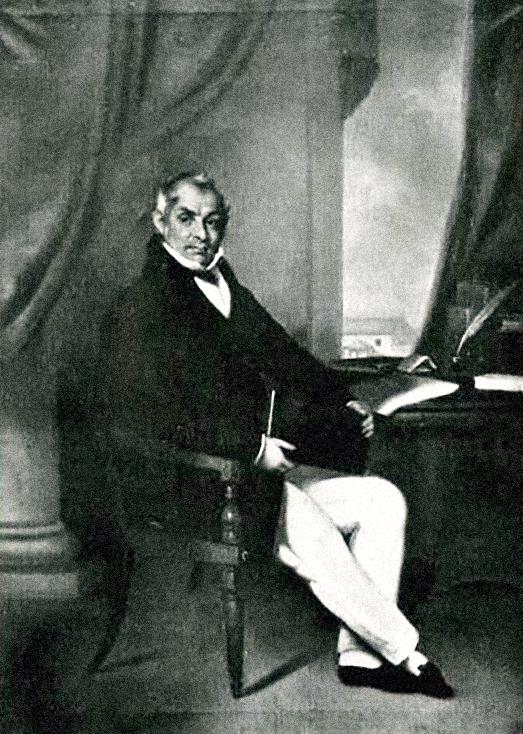
William Thompson

William Thompson, född 1775 i Cork, död 28 mars 1833 i Rosscarbery vid Cork, var en irländsk godsägare och skriftställare. 
Thompson var tillsammans med Thomas Hodgskin den mest betydande i en rad av författare, som följde i William Godwins spår, men alla undanskymdes av Robert Owen i en tid, då för övrigt den klassiska nationalekonomins makt över det ekonomiska tänkandet i Storbritannien befästes genom Thomas Robert Malthus och David Ricardo. 
Thompson utgav fyra arbeten: om förmögenhetsfördelningen (1824), om kvinnans ställning (1825), om arbetarnas rätt till arbetets hela avkastning (1827) och om organisation i kooperativa producentkommuner (1830). Dessa arbeten, där idéerna till stor del sammanfalla med Owens, vädjade till de bättre lottades medkänsla med arbetarklassen och syftade till en fredlig och successiv omdaning av samhällets organisation i socialistisk anda. Hela denna idé- och litteraturriktning avbröts av chartismen. För de socialistiska idéernas utveckling blev den dock icke utan betydelse, bland annat genom det intresse Karl Marx ägnade densamma.